# Chris Ray
Christopher Thomas Ray dit Chris Ray, né le 12 janvier 1982 à Tampa (Floride) aux États-Unis, est un lanceur droitier baseball qui évolue en Ligue majeure. Il est présentement agent libre.

## Biographie

### Orioles de Baltimore
Chris Ray est drafté le 3 juin 2003 par les Orioles de Baltimore. Il débute en Ligue majeure le 14 juin 2005 et devient stoppeur.
Chris Ray subit une opération de type Tommy John au coude droit le 17 août 2007 l'écartant des terrains de Ligue majeure jusqu'en avril 2009.

### Rangers du Texas
Le 9 décembre 2009, les Orioles l'échangent aux Rangers du Texas contre le lanceur partant Kevin Milwood.
Ray remporte deux décisions sur deux avec Texas en 2010, et affiche une moyenne de points mérités de 3,41 en 31,2 manches lancées après 12 parties. 

### Giants de San Francisco
Le 1er juillet 2010, les Rangers transfèrent Ray et Michael Main, un autre lanceur, aux Giants de San Francisco, en retour du vétéran receveur Bengie Molina. Ray lance 24 manches en 28 parties pour les Giants, mérite trois victoires et un sauvetage. En ajoutant ces statistiques à celles compilées chez les Rangers, il termine la saison régulière 2010 avec un dossier de 5-0, deux sauvetages et une moyenne de points mérités de 3,72. Il ne lance pas en séries éliminatoires durant la conquête de la Série mondiale 2010 par les Giants.

### Mariners de Seattle
Devenu agent libre en décembre 2010, Ray signe le 25 janvier 2011 un contrat des ligues mineures avec les Mariners de Seattle. Sa fiche en 2011 avec Seattle est de trois victoires, deux défaites, en 29 sorties avec une moyenne de points mérités de 4,68 en 32 manches et deux tiers lancées. Il est libéré de son contrat le 16 août et redevient agent libre.

### Indians de Cleveland
Le 12 janvier 2012, Chris Ray accepte un contrat des ligues mineures offert par les Indians de Cleveland. Il est libéré par les Indians le 7 juillet sans s'être aligné avec le club en ligues majeures.

## Statistiques
| Saison | Équipe        | G   | GS | CG | SHO | V  | D  | SV | IP    | SO  | ERA  |
| ------ | ------------- | --- | -- | -- | --- | -- | -- | -- | ----- | --- | ---- |
| 2005   | Baltimore     | 41  | 0  | 0  | 0   | 1  | 3  | 0  | 40.2  | 43  | 2,66 |
| 2006   | Baltimore     | 61  | 0  | 0  | 0   | 4  | 4  | 33 | 66.0  | 51  | 2,73 |
| 2007   | Baltimore     | 43  | 0  | 0  | 0   | 5  | 6  | 16 | 42.2  | 44  | 4,43 |
| 2009   | Baltimore     | 46  | 0  | 0  | 0   | 0  | 4  | 0  | 43.1  | 39  | 7,27 |
| 2010   | Texas         | 35  | 0  | 0  | 0   | 2  | 0  | 1  | 31.2  | 16  | 3,41 |
| 2010   | San Francisco | 28  | 0  | 0  | 0   | 3  | 0  | 1  | 24.0  | 15  | 4,13 |
| Totaux | Totaux        | 254 | 0  | 0  | 0   | 16 | 17 | 51 | 248.1 | 208 | 4,04 |

Note : G = Matches joués ; GS = Matches comme lanceur partant ; CG = Matches complets ; SHO = Blanchissages ; 
V = Victoires ; D = Défaites ; SV = Sauvetages ; IP = Manches lancées ; SO = Retraits sur des prises ; ERA = Moyenne de points mérités.